# エルザタワー32
エルザタワー32は、埼玉県川口市元郷2丁目にある超高層マンション。 2002年に日本ピストンリング川口工場の跡地に建設された。隣接するエルザタワー55（1998年竣工）、ライオンズスクエア川口（複合商業施設・駐車場）との大京による共同開発プロジェクト。

## 概要
1982年、大京が元郷地区において、とりわけ広大だった日本ピストンリング川口工場跡地約5.6ヘクタールを大規模総合開発を目的に買収。翌年に超高層マンションやショッピングセンター等を整備する総事業費約540億円を投じた「ライオンズスクエア」プロジェクトをスタートさせる。
「エルザタワー32」は、このプロジェクトにおいて「エルザタワー55」に次いで、分譲された地下1階、地上32階、総戸数389戸のマンションである。竣工した前年に近くに開設された埼玉高速鉄道線川口元郷駅を使えば、容易に東京都心に出ることが可能となったため、「ここは東京24区」を謳い文句に販売された。
北側にある「ライオンズスクエア川口」は、スーパー・フィットネスクラブ等と月極め・時間貸し駐車場等が入る複合商業施設だが、エルザタワー55と共に一連の開発事業として建設が行われた。このエリアは「ライオンズスクエア」としてこれらのほか、保育園（レオ保育園）・医療施設（川口第一クリニック）が誘致されている。
2011年には川口市立元郷南小学校が耐震強度問題に伴う校舎建て替えのため、エルザタワー55の北側空地（日本ピストンリング工場跡地）へ移転した。エルザタワー32の北西に位置する公園は、川口市へ開発に伴う提供公園として引き渡され「元郷第8公園」として川口市公園課により管理されている。市街地住宅総合設計制度の適用を受けている。
2017年7月、シミズ・ビルライフケアによって行われた10か月に及ぶマンションの大規模改修工事が完了している。

## 特徴

### 構造等
プレキャストコンクリート（PC）工法を採用し、天候に左右されず品質の安定した建設を行っている。特にエルザタワー32では、建物以外の敷地が広いため現地でPCを生産しており、専用工場で生産されトラックで陸路を搬送される一般的なPC工法に比べさらに高品質で低コストの建設が行われた。鹿島建設が開発したHiRC工法を採用し、高強度の鉄筋（直径41mm）とコンクリートで柱と梁を組上げていくことにより、プランの自由度があり地震エネルギーを柱と梁が吸収する工法である。

### エルザタワー55との比較
1998年竣工のエルザタワー55の後発であるため、共用部分等についてスリム化が図られている。例えばエルザタワー55では設置されている最上階のゲストルームやパーティールーム、一部階に設置されているキッズルーム、各階からごみを投入できるごみシューター、1階ロビーの喫茶スペースはエルザタワー32では設置されておらず、結果管理費・長期修繕積立金等においてエルザタワー55より低額に抑えられている（ちなみに喫茶は2階サブラウンジに自動販売機を設置することで代替している）。エルザタワー55では高層階で窓が開放できない部屋もあるが、エルザタワー32では全階窓は開放可能である。エルザタワー55ではベランダの手すりが透明であるが、一部居住者から「怖い」という意見があったためか、エルザタワー32では手すりは不透明となっている。エルザタワー55には設置されていない車寄せが設置されている。屋上部分の夜間照明をエルザタワー55と同じ時間帯に行っている（点灯は金・土・日曜、祝祭日及びその前夜、年末年始期間等：2008年10月現在）

### セキュリティ
1階、2階のエントランスからは非接触方式キーによるオートロックシステムを採用。全戸管理費に含まれるセコムによるセキュリティ契約が行われている。標準の契約では、警備員の24時間有人管理を行っており、トイレからの通報、集合インターホンによる異常通報が対応。

## 建物概要

### 主な設備
- 敷地内機械式駐車場 130台分 屋根あり3段パレット式
- 北側に隣接するライオンズスクエアビル内月極駐車場を紹介している（屋根あり／屋根なし）
- 来客用コインパーキング5台（1時間100円 2009年5月現在）
- 1階メインラウンジ（日本庭園付）
- 1階噴水広場：光のフォンターナ
- 2階サブラウンジ
- 2階庭園：風のコリーナ（共用部、居住者専用庭園、バーベキュー・日曜大工コーナー有）
- 洗車場（2台分）
- 24時間ごみ処理システム（圧縮貯留ドラムによりいつでもごみが出せる）
- 地下1階　地下トランクルーム
- 地上庭園：ハーブガーデン（公開空地）
- 館内自主放送（地上波デジタルU62, 767MHz）コインパーキング空き状況、気象観測データー、防災情報共有（2015年12月開局）

## 地域・地区
- 準工業地域、22条区域、特別工業地区

## 自治会

### 所属自治会
- 所属自治会：エルザタワー32自治会
- 所属連合町会：未加入（地域は南平地区連合町会）

### 活動
- 毎年11月 エルザ32防災フェスタ（エルザタワー32自治会防災部主催）
- 毎年12月等 エルザ32防災ラリー（エルザタワー32自治会防災部主催）

## 管理

### 管理形態
- 区分所有者全員で管理組合を設立
- 管理組合より管理受託者へ委託

## 交通
エルザタワー32がある元郷地区は東京都との境である荒川から程近く、京浜東北線川口駅、国道122号に近い。また、2001年には国道122号地下に埼玉高速鉄道線が開通しており、最寄り駅は川口元郷駅である。川口駅からは「元郷・エルザタワー循環」という系統のバスが運行されている。
- 埼玉高速鉄道線川口元郷駅　徒歩7分
- JR京浜東北線川口駅　徒歩18分
- 国際興業バス元郷・エルザタワー循環（川24） エルザタワー前停留所　徒歩1分